# Goicea (gmina)
Goicea – gmina w Rumunii, w okręgu Dolj. Obejmuje tylko jedną miejscowość Goicea. W 2011 roku liczyła 2760 mieszkańców.